# Efraín Morales
Efraín Andrés Morales Badillo (ur. 4 marca 2004 w Decatur) – boliwijski piłkarz pochodzenia portorykańskiego z obywatelstwem amerykańskim występujący na pozycji środkowego obrońcy, od 2024 roku zawodnik amerykańskiej Atlanty United.
Jego ojciec pochodzi z Boliwii, matka z Portoryka, zaś on sam urodził i wychowywał się w Stanach Zjednoczonych.